# 오니시 유키
오니시 유키(일본어: 大西 勇輝, 1996년 7월 30일 ~ )는 일본의 축구 선수이다.

## 구단 경력
과거 교토 상가 FC에서 활동하였다.